# Sayaun Thunga Phool Ka
"Sayaun Thunga Phool Ka" (em nepali: सयौं थूंगा फूलका; "centenas de flores") é o hino nacional do Nepal. Foi declarado oficialmente como tal em 3 de agosto de 2007, substituindo o antigo hino monáquico Ras Triya Gaan, numa cerimônia realizada na sala de conferências da Comissão Nacional de Planejamento, dentro de Singha Durbar. O porta-voz do parlamento provisório, Subhash Nemwang, executou a gravação do hino em meio à cerimônia.
O texto do hino nacional do Nepal foi escrito pelo poeta Pradeep Kumar Rai, conhecido como Byakul Maila. A música foi composta por Ambar Gurung.